# Aventurile familiei Raton
Aventurile familiei Raton (franceză: Aventures de la Famille Raton. Conte de fées) este o povestire scrisă de Jules Verne în 1886. Cu ocazia vizitei sale în Belgia, Jules Verne a citit-o pe 25 noiembrie 1887 la Liège. Ea a fost publicată pentru prima oară în ianuarie 1891 în Figaro illustré, apoi republicată într-o formă remaniată de Michel Verne în antologia Ieri și mâine în 1910 · .

## Povestea
În lumea imaginată de Jules Verne, ființele sunt supuse metempsihozei, urcând sau coborând pe scara evolutivă a speciilor. De Ratine, fiica familiei de șobolani Raton, se îndrăgostește prințul Kissador, care dorește să o transforme în om. Fiind refuzat, apelează la serviciile vrăjitorului Gardafour pentru a transforma întreaga familie în stridii.
Ratin, un tânăr îndrăgostit de Ratine, apelează la zâna Firmenta pentru a ajuta familia să revină la stadiul de șobolani. Prințul și vrăjitorul o răpesc pe Ratine, dar Firmenta o ajută să scape preschimbând întreaga familie în păsări. Următoarea încercare a celor doi este zădărnicită ulterior prin transformarea în animale, apoi în oameni. Ratin reușește să își cumpere un principat și, odată devenit nobil, poate să aspire la mâna Ratinei, cu care se căsătorește.

### Capitolele povestirii
Povestirea are 13 capitole, fără titlu.

## Basm și fabulă
Povestea este un amestec de basm, literatură de aventuri și fabulă. Întâlnim elemente specifice basmelor, cum sunt zâna și vrăjitorul, iar autorul se adresează cititorilor cu apelativul "copii".
Personajele călătoresc de la bancul Samobrives pe apele lumii, apoi în orașul Ratopolis, pe la Sfinxul din Gizeh și, în cele din urmă, ajung în principatul cumpărat de Ratin, totul după o cursă continuă între zâna Firmenta cu Ratin pe de o parte și prințul Kissador cu vrăjitorul Gardafour de cealaltă parte.
Jules Verne nu pierde ocazia să satirizeze, la fel ca în fabule, moravurile sociale. Astfel, doamna Ratonne este nemulțumită de faptul că ea a ajuns la stadiul uman, în timp ce soțul ei a rămas șobolan și, mai mult decât atât, suferă și de gută. De asemenea, ea nu este mulțumită de faptul că fiica ei este curtată de un om sărac, Ratin fiind nevoit să devină prinț pentru a putea aspira la mâna fetei, deși datorită lui familia Raton a reușit să urce înapoi pe scara evolutivă. La rândul său, vărul Raté este obligat să rămână mereu cu o coadă de șobolan, motiv pentru autorul francez de a atrage atenția că "atunci când începi rău în viață, este tare greu să pornești iar pe drumul cel bun".

## Teme abordate în cadrul povestirii
- Metempsihoza
- Animalele ca ființe având caracteristici umane (temă care amintește de maimuțele din nuvela "Gil Braltar")
- Povestea de dragoste (temă comună multor opere verniene, în special Raza verde, Castelul din Carpați, Clovis Dardentor sau Testamentul unui excentric)
- Moravurile sociale

## Lista personajelor
- Raton - tatăl familiei Raton, nevoit să rămână șobolan în timp ce familia sa urcă pe scara evolutivă
- Ratonne - mama familiei Raton, nemulțumită de faptul că bărbatul ei are gută și nu poate urca pe scara evolutivă, precum și de faptul că fiica ei este curtată de un sărăntoc
- Ratine - fiica familiei Raton
- Raté - vărul lui Ratine, obligat să își poarte coada de șobolan pe tot parcursul procesului de metempsihoză
- Rata - bucătarul familiei Raton
- Ratane - slujnica familiei Raton
- Firmenta - zână bună
- Ratin - tânăr îndrăgostit de Ratine
- Prințul Kissador - prinț îndrăgostit de Ratine dar refuzat de ea, motiv pentru care răzbună
- Gardafour - vrăjitor malefic

## Traduceri în limba română
- 1925 - "Aventurile familiei Guzgănescu", traducere George B. Rareș
- 1975 - "Peripețiile familiei Ronț" - în volumul Doctorul Ox, ed. Adevărul, Colecția "Jules Verne", vol. 7, traducere Sanda Radian
- 2010 - "Aventurile familiei Raton" - în volumul Doctorul Ox, ed. Adevărul, Colecția "Jules Verne", vol. 7, traducere Dan Starcu, ISBN 978-606-539-145-1